# Nemopterella neglecta
Nemopterella neglecta är en insektsart som först beskrevs av Navás 1910.  Nemopterella neglecta ingår i släktet Nemopterella och familjen Nemopteridae. Inga underarter finns listade i Catalogue of Life.